# 근육맨 머슬 태그 매치
근육맨 머슬 태그 매치는 일본의 게임 회사인 반다이 남코 엔터테인먼트에서 1985년에 제작한 게임이다. 레슬링이란 스포츠를 무대로 하여 만든 게임이다.

## 특징
근육맨 머슬 태그 매치는 게임속의 주인공인 근육맨을 기반으로 하여 만든 격투 게임이다. 게임을 시작하면 플레이어가 인위적으로 캐릭터를 골라 게임을 할 수 있으며 중간에 미트로 불리는 관객인 아이가 구슬을 던지는데 이를 획득한 플레이어는 바로 필살기를 시전하는 것이 가능하다. 게임에서 누가 먼저 구슬을 획득하느냐에 따라 승패가 갈리기도 하기 때문에 게임 플레이 도중에 구슬이 나오면 바로 획득해주는 것이 좋다. 레슬링의 주무대가 되는 링은 총 3가지가 있는데 처음 시작할 때부터 나오는 보통 링, 두 번째 경기에서 나오는 얼음링, 두 번째 경기에서 무승부면 나오는 전기 콘크리트 링으로 이렇게 3개의 링이 존재한다.

## 등장 캐릭터
근육맨 머슬 태그 매치에서 등장하는 캐릭터들은 다음과 같다.
- 근육맨(이게임의 주인공인 캐릭터이다.)
- 테리맨
- 라면맨
- 로빈마스크
- 워즈맨
- 버팔로맨
- 브로켄 주니어
- 아수라맨
- 제로니모
- 몽골맨
- 펜타곤
- 블랙홀
- 더 닌자
- 가토 히로시
- 울프맨

## 같이 보기
- 반다이 남코 엔터테인먼트
- 비디오게임
- 레슬링